# Sheohar
Sheohar est une ville indienne située dans le district de Sheohar dans l’État du Bihar. En 2001, sa population était de 21 327 habitants.

## Source de la traduction
- (it) Cet article est partiellement ou en totalité issu de l’article de Wikipédia en italien intitulé « Sheohar » (voir la liste des auteurs).